# Venturia inaequalis
Venturia inaequalis és una espècie de fong ascomicot de l'ordre dels pleosporals (Pleosporales) que causa la malaltia del motejat, clapat, mota, pigat o ronya de les pomeres. Afecta fulles, borrons i fruits i no tant a la fusta. Aquesta malaltia rarament mata l'arbre però produeix reduccions en el rendiment i afecta molt l'aspecte i la qualitat de la fruita.

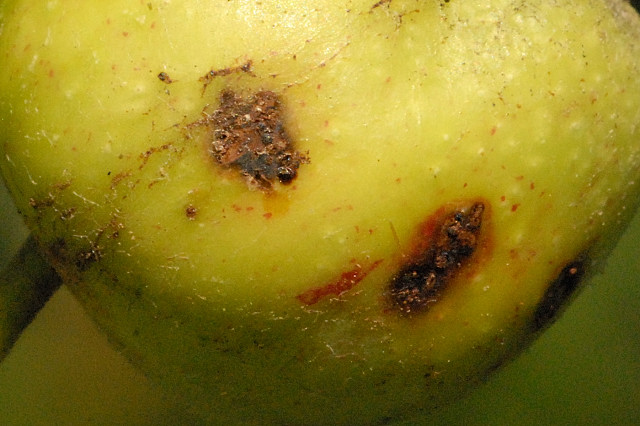
Taques de ronya en una poma

## Control
En camps, o vergers, afectats es pot reduir el nivell d'infecció traient les fulles afectades del terra i cremant-les. De la mateixa manera es pot treure i cremar les parts afectades dels arbres.
El control químic es pot fer amb diversos productes sistèmics però aquest poden presentar, amb el temps, problemes de resistència, cosa que no passa amb els fungicides de contacte com el captan.
El coure, el polisulfur de calci i el brou bordelès són d'ús tradicional però poden causar russeting en les pomes. El bicarbonat potàssic i el sofre mullable també proporciona un cert control, obtenint millors resultats barrejats.
Una estratègia de control de la malaltia que es proposa per a varietats sensibles és:
1. Efectuar els tractaments d’acord amb les alertes que donen les estacions d’avisos o bé, seguint les indicacions dels models de predicció de la malaltia.
2. Utilitzar els productes a l'estadi fenològic adequat i d’acord amb les seves propietats: els derivats de coure des de la brotació fins a la floració (període útil d’acord amb les condicions de registre actual), i a continuació, aplicar polisulfur de calci, argiles sulfurades i bicarbonat potàssic barrejat amb argiles o sofre. L’alternança d’aquests productes és necessària per tal de minimitzar els efectes secundaris negatius sobre la producció.
3. Reforçar l'estratègia de defensa amb tractaments preventius, previs a les infeccions, en base a les previsions meteorològiques de pluja en el cas de primaveres especialment plujoses o varietats molt sensibles a la malaltia.

## Sistemàtica
Els anamorfs de Venturia inaequalis han estat descrits sota els noms de Fusicladium dendriticum i Spilocaea pomi.

## Cicle vital
La primera infecció ocorre a la primavera quan les temperatures i la humitat són ja adequades per l'alliberament de les ascòspores de V. inaequalis.
Germinen sobre les fulles de les pomeres i penetren en la cutícula a través d'un tub germinatiu. Es forma un miceli entre la cutícula i l'epidermis de la fulla desenvolupant asexualment els conidis que germinaran. Aquesta infecció secundària continuarà durant tot l'estiu fins que les fulles i els fruits caiguin a final de tardor. V. inaequalis passa l'hivern principalment com peritecis immadurs on té lloc la reproducció sexual produint una nova generació d'ascòspores que s'alliberaran la següent primavera. Les lesions de la ronya en els teixits llenyosos poden també passar l'hivern al lloc que poden produir conidis infecciosos a la primavera.